# Strong & Rogers
Strong & Rogers war ein US-amerikanischer Hersteller von Automobilen.

## Unternehmensgeschichte
Edwin L. Strong und Lewis H. Rogers gründeten 1900 das Unternehmen in Cleveland in Ohio. Im gleichen Jahr begann die Produktion von Automobilen. Der Markenname lautete Strong & Rogers. Im September 1900 wurden Fahrzeuge auf dem Chicago Inter-Ocean Tournament präsentiert und im November 1900 auf der ersten Automobilausstellung im Madison Square Garden in New York City. Im März 1901 musste Rogers krankheitsbedingt aus dem Unternehmen ausscheiden. Strong machte ein paar Monate alleine weiter. Noch 1901 endete die Produktion.

## Fahrzeuge
Im Angebot standen ausschließlich Elektroautos. Ein Elektromotor mit 2,5 PS Leistung war auf der Hinterachse montiert und trieb das rechte Hinterrad an. Die Batterien mit 40 Zellen kamen von Willard. Sie konnten angeblich in 45 Minuten aufgeladen werden und ermöglichten eine Reichweite von 48 bis 64 km bei einer Geschwindigkeit von 26 km/h. Das Getriebe bot sechs Vor- und vier Rückwärtsgänge. Als Karosseriebauformen sind Runabout und Stanhope überliefert. Die Neupreise betrugen 1200 US-Dollar für die Standardausführung und 2000 Dollar für die Luxusausführung.